# Comuna Blândești, Botoșani
Blândești este o comună în județul Botoșani, Moldova, România, formată din satele Blândești (reședința), Cerchejeni și Șoldănești.

## Atestare documentară
5 martie 1638, dar ca vechime se ia data de 4 august 1632 legată de satul Talpa (azi Blândești), dată desprinsă dintr-un zapis de vânzare prin care nepoții popei Lupșe și ai Lupului Coșciug au vândut cu 90 zloți părțile lor de moșie de la Bălușeni. Plata s-a făcut în prezența mai multor martori, printre care și „Dronea ot Blândești”

## Așezare
Comune învecinate: la S Sulița, la N-E Gorbănești iar la V Burlești.
Comuna Blândești este așezată în jumătatea sudică a județului Botoșani de o parte și de alta a șoselei județene nr. 297, precum și în dreapta pârâului Burla; satul Blândești, reședința comunei mai nou înființate este așezat pe partea estică a unui deal cu înclinație mică, numit în "Hârtop" (datorită zonelor denivelate); în parte de est a satului, pe partea stângă a Burlei, se află dealul Gogeasca, iar în partea de vest se află Valea Magă, Dealul Schimbăturii și Dealul Viei; partea satului dinspre S-V se numește Cotul Tuchilați, iar partea dinspre N-V se numește Cotul Florești; câmpia este reprezentată prin Șesul Burlei, teren folosit pentru pășune și fânețe, des inundat primăvara; satul Blândești a aparținut din punct de vedere administrativ până in 1864 Ocolului Târgului, Ținutul Botoșani; din 1864 și până spre sfârșitul sec XIX a aparținut de comuna Gorbănești, ca apoi până în anul 1926 să aparțină de comuna Vânători; în 1926 s-a înființat comuna Blândești, care a ființat astfel până în anul 1968.

## Demografie
Componența etnică a comunei Blândești
     Români (90,91%)
     Alte etnii (0,12%)
     Necunoscută (8,96%)
Componența confesională a comunei Blândești
     Ortodocși (90,24%)
     Alte religii (0,67%)
     Necunoscută (9,09%)
Conform recensământului efectuat în 2021, populația comunei Blândești se ridică la 1.640 de locuitori, în scădere față de recensământul anterior din 2011, când fuseseră înregistrați 2.000 de locuitori. Majoritatea locuitorilor sunt români (90,91%), iar pentru 8,96% nu se cunoaște apartenența etnică. Din punct de vedere confesional, majoritatea locuitorilor sunt ortodocși (90,24%), iar pentru 9,09% nu se cunoaște apartenența confesională.

## Politică și administrație
Comuna Blândești este administrată de un primar și un consiliu local compus din 11 consilieri. Primarul, Stelian Maxim[*], de la Partidul Național Liberal, este în funcție din 2016. Începând cu alegerile locale din 2024, consiliul local are următoarea componență pe partide politice:
|  | Partid                          | Consilieri | Componența Consiliului | Componența Consiliului | Componența Consiliului | Componența Consiliului |
|  | ------------------------------- | ---------- | ---------------------- | ---------------------- | ---------------------- | ---------------------- |
|  | Partidul Social Democrat        | 4          |                        |                        |                        |                        |
|  | Partidul Național Liberal       | 4          |                        |                        |                        |                        |
|  | Alianța pentru Unirea Românilor | 2          |                        |                        |                        |                        |
|  | Alianța Dreapta Unită           | 1          |                        |                        |                        |                        |

## Istoric
- Vestigii arheologice: epoca fierului (Hallstatt târziu – La Tene timpuriu), începutul epocii migrațiilor (sec. III-IV), feudalismul dezvoltat (a doua jumătate a sec. XIV-XVI).
- Fii de bază ai comunei: Ionică Tăutul (1795-1830) - comis, scriitor, poet, om politic, autor al Constituției „Cărvunarilor”.

## Școală și educație
În Blândești, școala a fost înființată în anul 1889, când și-a început și activitatea. În anul 1983 în cele 4 clase elementare existau 31 elevi. Școala a funcționat timp de 59 de ani numai prin case țărănești, improprii bunului mers al învățământului. Învățătorul Vasile Bălteanu a reușit să construiască o școală cu două săli de clasă, laborator și cancelarie și să o dea în funcțiune în 1949. Datorită creșterii populației școlare s-a construit un al doilea local cu 4 săli de clasă, laborator și cancelarie, în anul 1970.

## Statistici
| Denumire indicatori                                | U.M.    | Denumire sate componente ale comunei | Denumire sate componente ale comunei | Denumire sate componente ale comunei | Total comună |
| -------------------------------------------------- | ------- | ------------------------------------ | ------------------------------------ | ------------------------------------ | ------------ |
| Denumire indicatori                                | U.M.    | Blândești                            | Cerchejeni                           | Șoldănești                           | Total comună |
| Populație                                          | Pers.   | 1004                                 | 1171                                 | 529                                  | 2704         |
| Suprafață                                          | Ha.     | 2246                                 | 2250                                 | 850                                  | 5346         |
| Locuințe existente                                 | Nr.     | 346                                  | 399                                  | 207                                  | 952          |
| Suprafață locuibilă                                | Mii mp. | 26                                   | 18                                   |                                      | 24           |
| Lungimea drumurilor publice. din care:             | Km.     | 21                                   | 19                                   | 13                                   | 53           |
| modernizate                                        |         | 6                                    | 4                                    | -                                    | 10           |
| pietruite                                          |         | -                                    | -                                    | 3                                    | 3            |
| drumuri pământ                                     |         | 15                                   | 15                                   | 10                                   | 40           |
| Lungimea liniei de cale ferată                     | Km.     | -                                    | -                                    | -                                    | -            |
| Lungimea rețelei de distribuție a apei potabile    | Km.     | -                                    | -                                    | -                                    | -            |
| Lungimea rețelei de canalizare                     | Km.     | -                                    | -                                    | -                                    | -            |
| Lungimea rețelei electrice                         | Km.     | 15                                   | 15                                   | 13                                   | 43           |
| Număr de gospodării racordate la rețeaua electrică | Nr.     | 344                                  | 397                                  | 206                                  | 946          |
| Salariați – nr. mediu                              | Pers.   | 25                                   | 20                                   | 10                                   | 55           |
| Suprafață agricolă. din care :                     | Ha.     | 1002.16                              | 982.46                               | 910.5                                | 2895.12      |
| suprafață arabilă                                  |         | 730                                  | 670                                  | 591                                  | 1991         |
| pășuni                                             |         | 256.16                               | 297.46                               | 307.5                                | 861.12       |
| vii                                                |         | 13                                   | 12                                   | 10                                   | 35           |
| livezi                                             |         | 3                                    | 3                                    | 2                                    | 8            |
| Păduri și alte terenuri cu vegetație forestieră    | Ha.     | 430                                  | 450                                  | 248.85                               | 1128.85      |
| Ape . bălți                                        | Ha.     | -                                    | -                                    | -                                    | -            |
| Alte terenuri                                      | Ha.     | 20                                   | 10                                   | 19.14                                | 49.14        |
| Efective de animale . din care :                   | Cap.    |                                      |                                      |                                      |              |
| bovine                                             |         | ~550                                 | ~500                                 | ~370                                 | ~1420        |
| porcine                                            |         | ~325                                 | ~357                                 | ~220                                 | ~902         |
| ovine                                              |         | ~1000                                | ~800                                 | ~700                                 | ~2500        |
| păsări                                             |         | ~6 600                               | ~5 450                               | ~4 600                               | ~16 650      |
| Unități de poștă                                   | Nr.     | -                                    | 1                                    | -                                    | 1            |
| Abonați la serviciul telefonic                     | Nr.     | 45                                   | 55                                   | 50                                   | 150          |
| Abonați la radio                                   | Nr.     | 300                                  | 350                                  | 200                                  | 850          |
| Abonați la T.V.                                    | Nr.     | 240                                  | 250                                  | 160                                  | 650          |
| Unități de învățământ. din care :                  | Nr.     |                                      |                                      |                                      |              |
| grădinițe                                          |         | 1                                    | 1                                    | 1                                    | 3            |
| școli                                              |         | 1                                    | 1                                    | 1                                    | 3            |
| Populație școlară                                  | Nr.     | 158                                  | 81                                   | 48                                   | 287          |
| Personal didactic din care :                       | Nr.     | 13                                   | 5                                    | 3                                    | 22           |
| calificat                                          |         | 11                                   | 5                                    | 3                                    | 19           |
| Cămine culturale                                   | Nr.     | -                                    | -                                    | -                                    | -            |
| Biblioteci                                         | Nr.     | -                                    | -                                    | -                                    | -            |
| Spitale                                            | Nr.     | -                                    | -                                    | -                                    | -            |
| Paturi in spitale                                  | Nr.     | -                                    | -                                    | -                                    | -            |
| Dispensare/cabinete medicale umane                 | Nr.     | -                                    | 1                                    | -                                    | 1            |
| Medici/medici de familie                           | Nr.     | 1                                    | 1                                    | -                                    | 2            |
| Personal mediu sanitar                             | Nr.     | 1                                    | 1                                    | -                                    | 2            |
| Dispensare/cabinete medicale veterinare            | Nr.     | -                                    | -                                    | -                                    | -            |
| Medici sector public/privat veterinar              | Nr.     | -                                    | -                                    | -                                    | -            |
| Personal mediu sanitar veterinar                   | Nr.     | -                                    | -                                    | -                                    | -            |
| Agenți economici                                   | Nr.     | 12                                   | 17                                   | 5                                    | 34           |
| producție. mica industrie. industrie. alimentară   |         | 1                                    | -                                    | -                                    | 1            |
| comerț. magazine. depozite                         |         | 10                                   | 17                                   | 5                                    | 32           |
| asociații agricole                                 |         | 1                                    | -                                    | -                                    | 1            |
| Înfrățiri cu alte localități                       |         | 1                                    | 1                                    | -                                    | 2            |
| Organizații neguvernamentale înființate            | Nr.     | -                                    | -                                    | -                                    | -            |

- Infrastructura economico-socială: cultivarea plantelor și creșterea animalelor – ocupații principale.

## Personalități
- Eugen Mihăescu, sociolog, scriitor, jurnalist, editor